# カリタ
株式会社カリタ（英: KALITA CO.,LTD.）は、神奈川県横浜市神奈川区に本社を置くコーヒー機器総合メーカー。自社ブランド製品の製造販売の他、日本国外製品の輸入業務も手掛ける。
同業で社名とロゴマークの似たメリタ社とは無関係。

## 概要
1958年、木村コーヒー店の関連会社である木村産業に勤務していた糸満盛京が東京日本橋で有限会社カリタを創業。喫茶店ブームに乗って業務用コーヒー機器で業績を伸ばす。名古屋、大阪、札幌等への支社・営業所開設にしたがい、家庭用コーヒー機器販売にも参入。1980年代からは欧米の高級コーヒー機器の輸入業務を開始。
2019年に創立60周年に迎えて、そして2020年10月1日に発売の新商品電気ケトルKEDP-600が2019年度グッドデザイン賞やヨーロッパのデザイン賞である「2020レッド・ドット・デザイン賞」を受賞した。
環境志向を先取りした形の家庭用無漂白ペーパーフィルターは、同社がいち早く開発したとされる。

### 主な販売品目

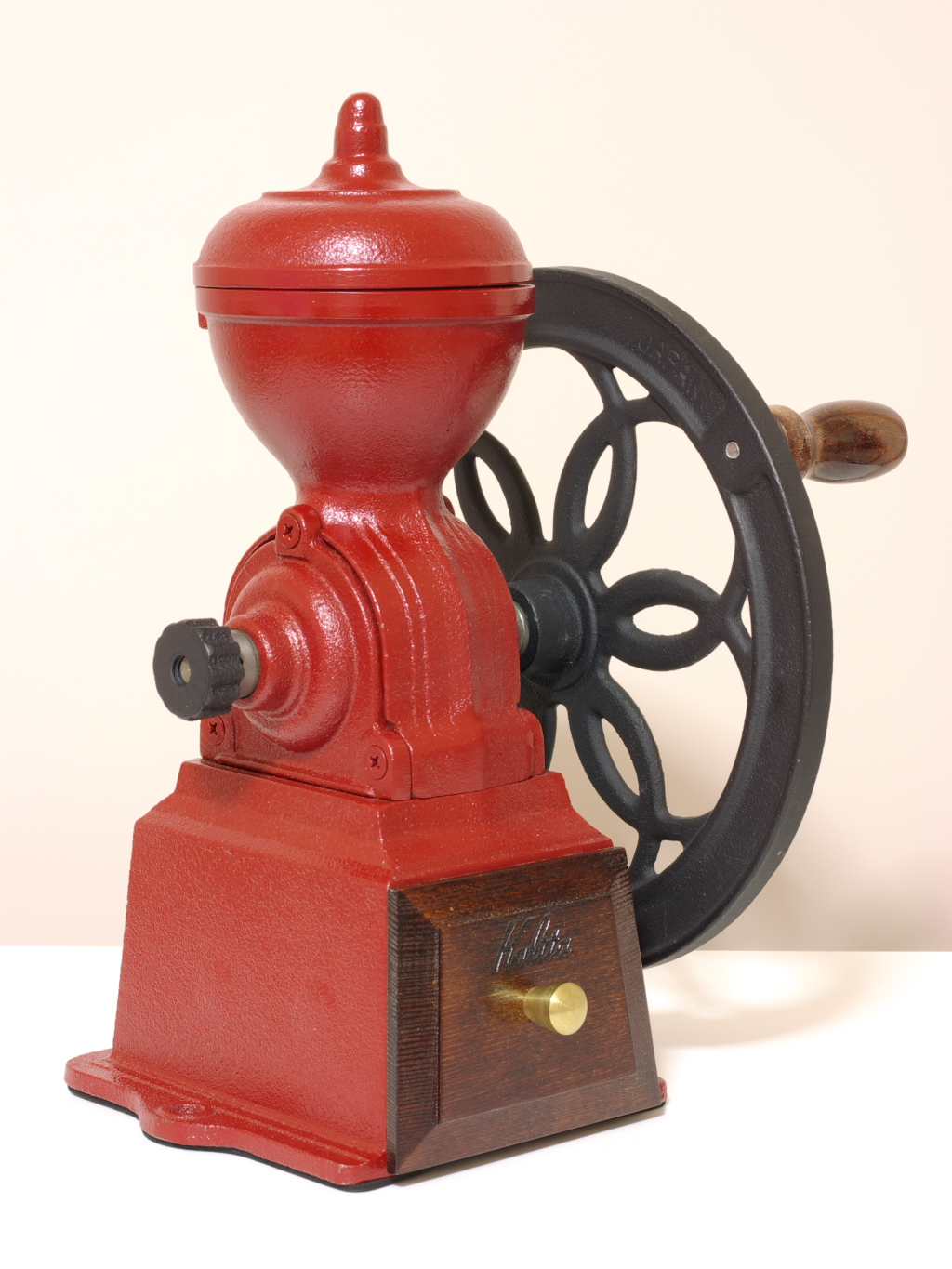
代表的製品であるダイヤコーヒーミル。手動式、鋳鉄製。

- ペーパーフィルター
- コーヒードリッパー
- コーヒーミル
- コーヒーメーカー（家庭用･業務用）

## 製品

### ウェーブシリーズ
株式会社カリタが自ら開発したコーヒードリッパーと専用コーヒーフィルター。ドリッパーの底面にある三つ穴の構造が「カリタ式」と呼ばれている。この商品シリーズには波佐見焼(HASAMI)、燕市の金属加工(TSUBAME)、鳴海製陶(Narumi)のメーカーと協力して作り出した製品もある。

## 会社情報
- 株式会社カリタ
- 本社　横浜市神奈川区子安通1－111－1
- 2011年10月11日より本社を東京都大田区から横浜市神奈川区へ移転した